# Echinopsis meyeri
Echinopsis meyeri ist eine Pflanzenart aus der Gattung Echinopsis in der Familie der Kakteengewächse (Cactaceae). Das Artepitheton meyeri ehrt einen in Argentinien tätigen Pflanzensammler mit dem Namen Meyer.

## Beschreibung
Echinopsis meyeri wächst in der Regel einzeln oder bildet gelegentlich kleine Gruppen. Die kugelförmigen und hellgrünen Triebe erreichen bei Durchmesser bis zu 12 Zentimetern. Es sind 14 bis 15 scharfkantige und spiralförmig angeordnete Rippen vorhanden, die etwas gehöckert sind. Die auf ihnen befindlichen Areolen sind grau. Die aus ihnen entspringenden pfriemlichen, dicken Dornen sind an ihrer Basis angeschwollen. Die Dornen sind gelblich grau und besitzen eine dunklere Spitze. Die ein bis drei Mitteldornen – gelegentlich werden mehr ausgebildet – weisen eine Länge zwischen 2 und 4 Zentimetern auf. Die sieben bis acht Randdornen erreichen eine Länge zwischen 2 und 3 Zentimetern.
Die lang trichterförmigen Blüten sind grünlich weiß bis schmutzig weiß. Sie öffnen sich in der Nacht. Die Blüten sind 15 bis 20 Zentimeter lang und weisen einen Durchmesser von bis zu 20 Zentimeter auf. Ihre schmalen Blütenhüllblätter sind verdreht.
Über die Früchte von Echinopsis meyeri ist nichts bekannt.

## Verbreitung und Systematik
Echinopsis meyeri ist in Paraguay verbreitet.
Die Erstbeschreibung durch Emil Heese wurde 1907 veröffentlicht.

## Nachweise